# خالد أحمد الفرج
خالد الفرج : بالإنكليزية Khaled Al Faraj مصارع سوري عالمي ولد في سراقب في محافظة إدلب عام 1970م، وزنه 54 كغ وطوله 158سم، وبداياته كانت مع لعبة الجمباز عام 1976 م. انتسب لنادي عمال إدلب عام 1977م لاعباً في المصارعة، ولفت الأنظار إليه بالرغم من صغر سنه وبدأ يفوز ببطولات المصارعة للفئات العمرية الصغيرة انتسب بعدها لنادي الجيش عام 1989 ولا يزال فيه، متزوج وله خمسة أولاد (عبد الله وأحمد وآية وغفران وتسنيم)[بحاجة لمصدر]، وهو موظف في فوج إطفاء إدلب.

## بداية مسيرته
تم استدعاؤه لمعسكر المنتخب الوطني عام 1986 استعداداً لدورة المتوسط العاشرة وكان عمره 16 عاماً وأثبت كفاءة كبيرة جداً وحجز مكانا له في المنتخب الوطني.

## أول ذهبية
كان أول المصارعين السوريين الذين اعتلوا بساط المصارعة في دورة المتوسط باللاذقية بحكم أنه الوزن الأول 48 كغ وكان اسمه مغموراً لكل المصارعين آنذاك وكان مفاجأة البعثة السورية بإحرازه الميدالية الذهبية الأولى للمصارعة وللبعثة عمومًا، يومها فاز على المصارع اليوناني بطل أوروبا 4/1 مما جعله يعتزل المصارعة بعد ذلك، وكان أصغر لاعب يحمل ذهبية في تلك الدورة بين جميع لاعبي الدول المشاركة.
يُعد أهم بطل سوري عالمي لأنه لم يهزم طيلة 16 عاماً في النهائيات إلا في نهائي الألعاب الأولمبية ونهائي بطولة العالم.[بحاجة لمصدر]

## الإنجازات
حقق 4 ذهبيات متوسطية متتالية: وهو إنجاز غير مسبوق.
- عام 1987 أحرز الذهبية في اللاذقية بعدما فاز على بطل اليونان وأوروبا 4/1.
- عام 1991 أحرز ذهبية المتوسط في اليونان بوزن 52 كغ عندما فاز بالدور نصف النهائي على الإيطالي سيسيزو مانيزا بطل العالم وأوروبا والأولمبياد 1/0 ثم فاز في المباراة النهائية على الفرنسي بالنقاط العالية 10/0.
- عام 1993 فاز بذهبية وزن 52 كغ متفوقاً في المباراة النهائية على بطل تركيا وأوروبا.
- عام 1997 فاز بذهبية 54 كغ في إيطاليا متفوقاً بالمباراة النهائية على الإيطالي 4/1.

حقق 3 ذهبيات بطولة العالم العسكرية:
- عام 1987 أحرز ذهبية بطولة العالم العسكرية وكانت أول ذهبية يحرزها في حياته متفوقاً على بطل تركيا في المباراة النهائية 15/0.
- عام 1992 أحرز ذهبية بطولة العالم العسكرية بإيران بوزن 52 كغ متفوقاً على بطل تركيا بالنقاط العالية 10/0.
- عام 1997 أحرز ذهبية العالم العسكرية بإيطاليا بوزن 54 كغ بعد فوزه بالمباراة النهائية على بطل روسيا وأوروبا 5/2.
- وبذلك سيطر على ذهب بطولات العالم العسكرية منذ عام 1987 وحتى عام 1997 حيث لم يخسر.

حقق 3 ذهبيات ببطلولة آسيا:
- عام 1992 أحرز ذهبية آسيا بإيران بوزن 52 كغ بعد فوزه على بطل كوريا الجنوبية 10/0.
- عام 1995 أحرز ذهبية آسيا في الفيليبين بوزن 52 كغ بعد فوزه بالمباراة النهائية على بطل كازاخستان 10/0.
- عام 1996 أحرز ذهبية آسيا في الصين بعد فوزه على بطل كوريا الجنوبية بالتيبت بعد عشرين ثانية فقط وحصل على كأس أفضل لاعب في الدورة.
- وأحرز الميدالية الفضية في دورة الألعاب الآسيوية 1994 في اليابان بعد خسارته بالتحيز مع بطل كوريا الجنوبية 5/4 حيث حمل الكوري بعد المباراة من البساط حملاً لشدة إعيائه.

ذهبية غرب آسيا: عام 1997 أحرز ذهبية بطولة غرب آسيا بإيران بعد فوزه بالمباراة النهائية على بطل قيرغيزستان بالنقاط العالية 10/0.
بطل الدورات العربية 3 ذهبيات:
- عام 1992 ذهبية الدورة العربية السابعة بدمشق بعد فوزه في المباراة النهائية على بطل مصر وبطل إفريقيا وبطل العالم للشباب بالنقاط العالية 10/0.
- عام 1997 ذهبية الدورة العربية الثامنة في لبنان بعد فوزه في المباراة النهائية على بطل مصر بالنقاط العالية 10/0.
- عام 1999 ذهبية الدورة العربية التاسعة بالأردن بعد فوزه في المباراة النهائية على بطل مصر 7/1.

بطل العرب المطلق برصيد 5 ميداليات ذهبية حيث أحرز خمس ذهبيات متتالية في بطولات العرب التي كانت تقام بين سنوات الدورات العربية:
- عام 1986 ذهبية العرب في الأردن بعد فوزه على بطل مصر في المباراة النهائية.
- عام 1988 ذهبية العرب في مصر بعد فوزه على بطل اليمن بالمباراة النهائية.
- عام 1989 ذهبية العرب في المغرب بعد فوزه على بطل المغرب في المباراة النهائية.
- عام 1991 ذهبية العرب في سوريا بعد فوزه على بطل مصر في المباراة النهائية.
- عام 1993 ذهبية العرب في سوريا بعد فوزه على بطل الجزائر في المباراة النهائية.

شارك في 3 دورات أولمبية:
ويكاد يكون من المصارعين القلائل في العالم الذين يشاركون في 3 دورات أولمبية.
- في عام 1988 شارك في أولمبياد سيؤول بوزن 48 كغ وفاز على بطل كولومبيا وكوريا الجنوبية ثاني أولمبياد لوس أنجلوس وبطل إسبانيا وفاز على بطل ألمانيا والعالم وأولمبياد لوس أنجلوس، ثم خسر مع بطل روسيا وأحرز المركز الخامس في هذا الأولمبياد.
- عام 1992 شارك في أولمبياد برشلونة وخرج من الدور الثالث.
- عام 1996 شارك في أولمبياد أتلانتا بأمريكا وخرج من الدور الثاني.
- عام 2000 حرمته الإصابة في ركبته من المشاركة في أولمبياد سيدني.

ثالث ورابع وخامس العالم:
- عام 1994 شارك في بطولة العالم في فنلندا وحلّ خامساً.
- عام 1995 شارك في بطولة العالم في التشيك وأحرز المركز الرابع.
- عام 1998 شارك في بطولة العالم في السويد وفاز على الألماني بالدور الثالث وهو روسي الأصل 3/صفر ثم فاز على المجري بالنقاط العالية في الدور الرابع وفي الدور الخامس فاز على بطل روسيا بالتثبيت وفي نصف النهائي خسر مع بطل رومانيا بتواطؤ من التحكيم حسب ما صرّح الاتحاد السوري 6/5 ولعب على المركز الثالث مع الروسي بطل العالم وأوروبا« وفاز عليه 5/2 وأحرز بذلك برونزية بطولة العالم.

### الحصيلة الإجمالية من الميداليات
الرصيد الكامل 31 ميدالية ذهبية و4 ميداليات فضية و5 ميداليات برونزية.

## روابط خارجية
- خالد أحمد الفرج على موقع قاعدة بيانات المصارعة الدولية (الإنجليزية)
- خالد أحمد الفرج على موقع أوليمبيديا (الإنجليزية)